# تياغو بيريرا (لاعب كرة قدم)
تياغو بيريرا هو لاعب كرة قدم برتغالي في مركز حراسة المرمى، ولد في 20 يونيو 1995 في البرتغال. لعب مع سبورتينغ براغا.

## وصلات خارجية
- تياغو بيريرا (لاعب كرة قدم) على موقع قاعدة بيانات كرة القدم.إي يو (الإنجليزية)
- تياغو بيريرا (لاعب كرة قدم) على موقع Soccerway.com (الإنجليزية)